# Municipio de Herrick (Dakota del Sur)
El municipio de Herrick (en inglés: Herrick Township) es un municipio ubicado en el condado de Deuel en el estado estadounidense de Dakota del Sur. En el año 2010 tenía una población de 147 habitantes y una densidad poblacional de 1,3 personas por km².

## Geografía
El municipio de Herrick se encuentra ubicado en las coordenadas 44°45′34″N 96°31′36″O / 44.75944, -96.52667. Según la Oficina del Censo de los Estados Unidos, el municipio tiene una superficie total de 113.28 km², de la cual 111,23 km² corresponden a tierra firme y (1,8 %) 2,04 km² es agua.

## Demografía
Según el censo de 2010, había 147 personas residiendo en el municipio de Herrick. La densidad de población era de 1,3 hab./km². De los 147 habitantes, el municipio de Herrick estaba compuesto por el 100 % blancos. Del total de la población el 0,68 % eran hispanos o latinos de cualquier raza.